# Arthur Thömmes

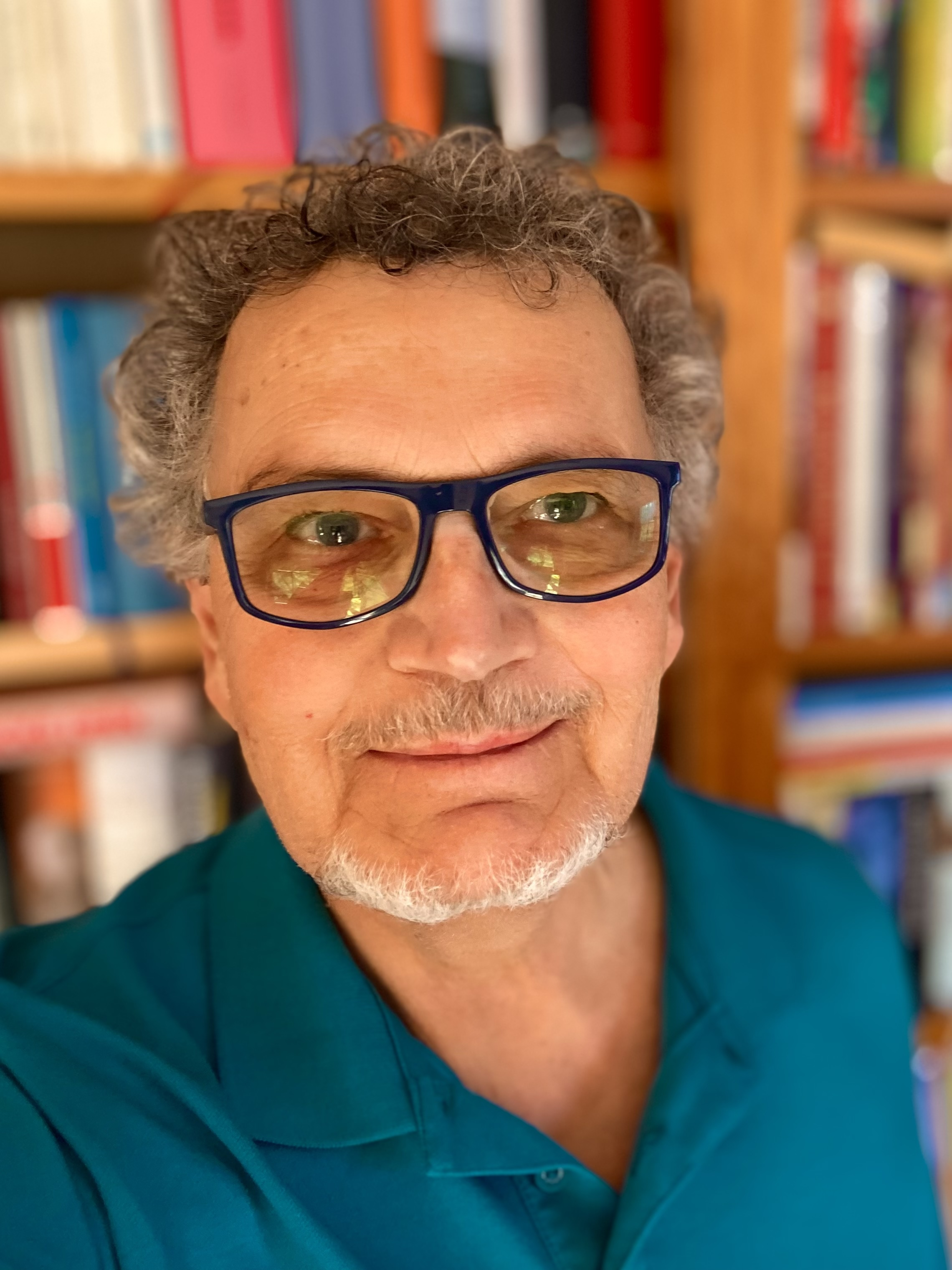
Arthur Thömmes (2022)

Arthur Thömmes (* 1956 in Pölert) ist ein deutscher Theologe, Religionspädagoge und Autor.

## Leben
Thömmes besuchte die Volksschule in Hermeskeil und von 1970 bis 1976 das Johannes-Gymnasium Lahnstein. Er studierte von 1976 bis 1981 in Trier und Freiburg katholische Theologie, Philosophie und Germanistik. Nach dem anschließenden kirchlichen Vorbereitungsdienst arbeitete er zunächst als Pastoralreferent in Birkenfeld und als Studentenseelsorger in Trier. Er absolvierte eine Ausbildung zum diplomierten Ehe-, Familien- und Lebensberater (BAG).
Als Liedermacher bietet er Workshops und „Mitmachkonzerte“ an. Von 1989 bis 2013 war er Religionslehrer und Schulseelsorger an der Berufsbildenden Schule Bernkastel-Kues, ab 2013 an der Geschwister-Scholl-Schule in Saarburg/Hermeskeil. Seit 2009 arbeitet er als Fachleiter für Katholische Religion und Allgemeine Didaktik/Pädagogik (Berufspraxis) am Staatlichen Studienseminar für das Lehramt an berufsbildenden Schulen in Trier. In der Lehrerausbildung tritt er ein für „mehr Gelassenheit im Schul- und Seminaralltag“ und ganzheitliche Ausbildungskonzepte. Dabei sollte neben den fachlichen Kompetenzen auch die menschliche Perspektive immer im Blick bleiben.
Als Kolumnist schreibt er für ForRefs, einer Internetplattform für Referendare. Als Mitarbeiter der Website lehrerbibliothek.de schreibt er seit Jahrzehnten Rezensionen zu neuen Veröffentlichungen für Lehrer.
Er entwickelte innovative Unterrichtsmaterialien und -methoden, um das Lernen und Lehren spannender und effektiver zu gestalten. Mit der digitalen Werkzeugkiste hat er eine umfangreiche, wachsende Sammlung (3 Teile) mit digitalen Tools und Apps mit praxisnahen Tipps, Tutorials und Beispielen zusammengestellt. Das Instrument soll die digitale Medienkompetenz sowie Lehr- und Lernprozesse unterstützen. Eine weitere Sammlung bietet Tools, Informationen und Beispiele zum Thema „Künstliche Intelligenz im Unterricht“.
Auf dem Online-Portal eduki können Lehrkräfte von ihm erstellte Unterrichtsmaterialien finden.
Schwerpunkte seiner zahlreichen pädagogischen Veröffentlichungen sind vor allem kreative Materialien für die Unterrichtspraxis, Unterrichtsmethoden sowie das Thema Lehrergesundheit.

## Werke (Auswahl)

### Sachbücher und Arbeitsmaterialien
- mit Franz W. Niehl: 212 Methoden für den Religionsunterricht. Kösel, München 1998; 12. Auflage 2012; Neuausgabe 2014.
  - kroatisch: 212 metoda za nastavu vjeronauka. Katehetski salezijanski centar, Zagreb 2000.
  - polnisch: 212 metod do zastosowania na lekcjach religii. Jedność, Kielce 2004.
  - slowenisch: 212 metod za pouk verskih in etičnih vsebin. Slomškova Založba, Maribor 2004.
- mit Christiane Werner: Wie schmeckt das Leben? 3 Bände. Lahn, Limburg-Kevelaer 2001–2003.
- ÜberLeben. Deutscher Katecheten-Verein, München 2002.
- LebensWert. Deutscher Katecheten-Verein, München 2005.
- Produktive Unterrichtseinstiege.  Verlag an der Ruhr, Mülheim 2005.
- Unterrichtseinheiten erfolgreich abschließen. Verlag an der Ruhr, Mülheim 2006.
- Das Mutmach-Buch für Lehrerinnen und Lehrer. Auer, Donauwörth 2006; 3. Auflage 2010.
- Produktive Arbeitsphasen. Verlag an der Ruhr, Mülheim 2007.
- Zoff im Paradies. Auer, Donauwörth 2007.
- Gott ist ein Rockstar. Deutscher Katecheten-Verein. München 2008.
- Das Buch Exodus: Raus aus Ägypten. Auer, Donauwörth 2008; 2. Auflage 2012.
- Der Stern, der nicht leuchten wollte. Ein fächerübergreifendes Theaterprojekt zur Weihnachtszeit. Verlag an der Ruhr, Mülheim an der Ruhr 2008.
- Die schnelle Stunde: Allgemeinwissen. Auer, Donauwörth 2009; 4. Auflage 2013.
- Glücksspuren. 82 Arbeitsblätter für den Religionsunterricht. Deutscher Katecheten-Verein, München 2011.
- Das Mutmach-Buch für Referendare. Auer, Donauwörth 2012.
- Die schnelle Stunde: Religion. Auer, Donauwörth 2013.
- Unterrichtsphasen erfolgreich gestalten. Das große Methodenhandbuch für die Sekundarstufe. Verlag an der Ruhr, Mülheim 2014.
- Die schnelle Stunde: Ethik. 30 originelle Unterrichtsstunden ganz ohne Vorbereitung. Auer, Donauwörth 2014.
- 55 Methoden Ethik. einfach, kreativ, motivierend. Auer, Donauwörth 2015.
- mit Rebecca Thömmes: Die schnelle Stunde: Kommunikationstraining. 30 originelle Unterrichtsstunden ganz ohne Vorbereitung. Auer, Donauwörth 2015.
- Die 200 besten Unterrichtsmethoden für die Sekundarstufe. Bewährte Ideen für jede Gelegenheit.  Verlag an der Ruhr, Mülheim 2016
- Gemeinsam sind wir stark. Spiele zur Förderung der Klassengemeinschaft in der Sek I.  Verlag an der Ruhr, Mülheim 2017
- mit Laura Enders: Referendariat Religion. Kompaktwissen für Berufseinstieg und Examensvorbereitung.  Cornelsen Verlag, Berlin 2017
- 30 x 45 Minuten - Soziales Lernen: Fertige Stundenbilder für Highlights zwischendurch. Klasse 5-10.  Verlag an der Ruhr, Mülheim 2018
- Immer ein Ass im Ärmel - Sinnvolle Lückenfüller für den Unterricht: 60 Rätsel, Denkanstöße und Spielideen. Verlag an der Ruhr, Mülheim 2019
- 33 Ideen digitale Medien Religion: Step-by-step erklärt, einfach umgesetzt - das kann jeder! Auer Verlag, Donauwörth 2020
- Die Spezialauftragskartei. 90 Karten zur Schüleraktivierung in der Sek I. Verlag an der Ruhr, Mülheim 2020
- 33 Ideen digitale Medien Ethik: Step-by-step erklärt, einfach umgesetzt - das kann jeder! Auer Verlag, Donauwörth 2021
- Survival-Kit für Referendariat und Berufseinstieg: Gesund durch die ersten Jahre im Schuldienst. Auer Verlag, Donauwörth 2022
- Best of! 222 Tipps für meinen Schulalltag. Auer Verlag, Donauwörth 2023
- Immer ein Ass im Ärmel - Sinnvolle Lückenfüller für soziales Lernen: 60 Rätsel, Denkanstöße und Spielideen. Verlag an der Ruhr, Mülheim 2023
- Gedankensplitter. Texte, Aphorismen und Lebensspuren. Independently published 2023
- Klassengemeinschaft erleben: Spiele und Übungen für ein gutes Miteinander. Independently published 2024
- Was uns bewegt. 176 Lebensfragen zur Meinungsbildung und Persönlichkeitsentwicklung in der Schule: Denkanstöße für Diskussionen, Debatten & Co. Verlag an der Ruhr, Mülheim 2024

#### Mandalas
- 99 Mandalas zum Ausdrucken, Ausmalen und Meditieren. 1 CD-ROM, Booklet 12 Seiten. Kösel, München 2001.
- Mit Herz und Hand. 25 Mandalas zum Kirchenjahr. Deutscher Katecheten-Verein, München 2008.

#### Spiele
- Fußspuren. Ein Selbsterfahrungsspiel für Jugendliche. Lahn, Kevelaer 2001.
- Spiele zur Unterrichtsgestaltung. Religion und Ethik. Verlag an der Ruhr, Mülheim an der Ruhr 2009.
- 101 Spiele für den Religionsunterricht für Kinder von 6 bis 10 Jahren. Verlag an der Ruhr, Mülheim an der Ruhr 2010.

### Aktuelle Beiträge in Zeitschriften und Büchern
- Jesus digital. Praxiserfahrungen, digitale Impulse und Bausteine, Werkzeuge und Tutorials für den Religionsunterricht in der Sekundarstufe I. In: IRP Lernimpulse 2022, S. 45–51
- Spielen im Religionsunterricht. In: Loccumer Pelikan, Heft 4/2020, S. 49–53
- „Speakers Corner“ - in Anlehnung an die Areopagrede des Paulus. In: Katechetische Blätter 4/2018, S. 273–274
- Notizbuch: Gott suchen, ertasten - finden? (Apg 17,27). In: Katechetische Blätter 4/2018, S. 271–272
- Populäre Musik im Religionsunterricht. Eine Fundgrube für jugendliche Sinnsucher In: Rellis, Heft 3/17, Nr. 25 - Musik, S. 12–14
- Pop-Exerzitien. Selbsterfahrungs- und Glaubenstage mithilfe populärer Musik. In: Rellis, Heft 3/17, Nr. 25 - Musik, S. 38–40
- Spannende Unterrichtsmethoden. Anregungen für einen motivierenden Schulalltag. In: PÄDAGOGIK 02/2016, S. 8–11
- Lernen durch kreatives und planvolles Handeln. In: Dieter Smolka (Hrsg.): Schüler motivieren. Konzepte und Methoden für die Schulpraxis. Carl Link Verlag 2016, S. 132–138
- Engel in der populären Musik. In: Katechetische Blätter, 6/2010, S. 423–426
- WERTvoll. Was Jugendlichen wichtig ist. In: K3 - Das Magazin des Kreisjugendring München-Stadt, München 2009, S. 14–15
- Glück und Sehnsucht in der populären Musik. In: Kontakt - Informationen zum Religionsunterricht im Bistum Augsburg 02/2009, S. 21–24
- Gott in der populären Musik. Ein persönlicher Guide zu unterrichtstauglichen Songs. In: Jahrbuch der Religionspädagogik Nr. 25. Neukirchener Verlag 2009. S. 230–238